# Marcel Musters
Marcel Musters, de son vrai nom Marcel Johan Petrus Cornelis Musters, né le 6 juin 1959 à Tilbourg, est un acteur et doubleur néerlandais.

## Filmographie

### Cinéma
- 1996 : Laagland (nl) de Yolanda Entius : Jan[2]
- 1993 : Oeroeg (nl) de Hans Hylkema : Soldaat[3]
- 2004 : Amazones (nl) de Esmé Lammers[4]
- 2007 : Kicks (nl) de Albert ter Heerdt[5]
- 2007 : Tussenstand (nl) de Mijke de Jong : Martin[6]
- 2008 : Koest (nl) de Simone van Dusseldorp : Vader[7]
- 2008 : Dunya and Desi (nl) de Dana Nechushtan : Hans Schakel[8]
- 2010 : Dik Trom (nl) de Arne Toonen : Pa Trom[9]
- 2011 : The Gang Of Oss de André van Duren : Wim de Kuyper[10]
- 2013 : 20 Lies, 4 Parents and a Little Egg (nl) de Hanro Smitsman : Sjors[11]
- 2014 : Accused de Paula van der Oest : Le détective Henk Bos[12]
- 2016 : Hope de Erik de Bruyn[13]

### Téléfilms
- 1992-1995 : Bureau Kruislaan (nl) : Mark van Houten
- 1994 : Seth & Fiona (nl) : Le notaire Breur
- 1996 : Flodder (nl) : L'organisateur de soirée
- 1997 : Goede tijden, slechte tijden : Henk van Kampen
- 1997 : Baantjer : Jacco de Ridder
- 1998-1999 : Oud Geld (nl) : Erik van Dijk
- 1999-2000 : Hertenkamp (nl) : Max
- 2002 : Ik ben Willem (nl) : Papa
- 2005-2009 : Vuurzee (nl) : Rinus Davelaar
- 2006-2008 : Keyzer & De Boer Advocaten : Jim
- 2009 : Gooische Vrouwen : Dirk Stubbe
- 2010 : Annie MG (nl) : Verhuizer
- 2010 : De Troon (nl) : Koning Willem III
- 2012 : Lijn 32 (nl) : George
- 2012-2015 : Penoza (nl) : Simon Zwart
- Depuis 2015 : Familie Kruys (nl) : Johan
- Depuis 2015 : Zwarte Tulp (nl) : Henk Kester